# HD 2475
HD 2475，又名BD-21 57，SAO 166296、HR 108，是一颗恒星，视星等为6.43，位于銀經83.87，銀緯-81.4，其B1900.0坐标为赤經0h 23m 20.2s，赤緯-20° -81.4′ 7″。